# イギリス国鉄142形気動車
142形（Class 142）は、1985年に登場したイギリス国鉄の気動車の形式である。「ペイサー」（Pacer）の愛称を持つレールバスとして設計された。

## 概要
「ペイサー」と呼ばれるレールバスは、140形の試作を経て141形、142形、143形、144形の各形式が量産された。製造費と保守の低減のためバス車両の構造と部品を多用した2軸車となり、軽量化と小型化が図られている。
142形はペイサーの中でも最大所帯の形式であり、1985年から1987年にかけて2両編成96本が製造された。車体はブリティッシュ・レイランド社のバス車両であるレイランド・ナショナルの設計をベースとしている。編成は2両固定編成が基本で、乗降扉は折り戸が採用されている。
変速機は登場時は機械式であったが、1990年代に液体式へ換装された。

## 運用
登場時はマンチェスター近郊、イングランド南西部と北部に配属された。民営化後はウェールズでの運用を開始したほか、イングランド南西部から撤退している。2017年現在はアリーヴァ・トレインズ・ウェールズとノーザンの運行会社で使用されている。
2008年に施行されたイギリスのバリアフリー法により、2020年以降は旅客列車はバリアフリー対応車のみとする必要があるが、142形はバリアフリー対応を行わず、2019年末までにバリアフリー対応車への代替で運用を離脱する見込みである。